# Гайдамович, Татьяна Алексеевна
Татьяна Алексеевна Гайдамович (6 мая 1918, Москва — 12 ноября 2005, там же) — советский музыкант-виолончелист, педагог, учёный, общественно-музыкальный деятель, доктор искусствоведения, профессор Московской государственной консерватории имени П. И. Чайковского. Заслуженный деятель искусств РСФСР (1979).

## Биография
Родилась в Москве. Училась в музыкальной школе им. Гнесиных (класс виолончели Л. В. Ростроповича).
В 1941 году окончила струнное отделение Музыкального училища имени Гнесиных (класс виолончели А.Я Георгиана).
В 1947 году окончила оркестровый факультет Московской консерватории (класс виолончели Г. С. Козолуповой, класс камерного ансамбля А. Ф. Гедике, класс квартета М. Н. Тэриана).
Учёбу в училище и консерватории совмещала с преподавательской деятельностью в музыкальных школах Москвы.
В 1941–1947 — артистка оркестра Государственного академического Большого театра.
В 1941–2004 (с небольшими перерывами) — на разных преподавательских и административных должностях (заведующая кафедрой и декан оркестрового факультета) в Московской государственной консерватории имени П. И. Чайковского.
В 1994 году защитила докторскую диссертацию по теме «Русское фортепианное трио».
Умерла 12 ноября 2005 года в Москве. Похоронена на Новодевичьем кладбище.

## Ученики
Народные артисты СССР, Лауреаты государственных премий
- Владимир Спиваков
- Юрий Башмет
- «Московское трио»: Народные артисты Российской Федерации, Лауреаты «Премии Москвы» Александр Бондурянский (род.1945), Владимир Иванов (род.1948), Михаил Уткин (род.1952)

Народные артисты России
- Татьяна Гринденко
- Аркадий Севидов
- Виктория Постникова
- Рафаэль Багдасарян
- Народный артист Украины Богодар Которович
- Народный артист Армении Эдуард Тадевосян
- Народный артист РФ Феликс Коробов

Заслуженные артисты России
- Михаил Ерохин
- Борис Петрушанский
- Татьяна Садовская
- Григорий Жислин
- Анатолий Камышев
- Александр Загоринский
- Алексей Селезнев
- Александр Мндоянц
- Алексей Найденов
- Наталия Виноградова
- Игорь Котляревский
- Галина Ширинская
- Татьяна Сергеева
- Юрий Тканов
- Галина Петрова
- Алексей Кошванец

Ансамбли-лауреаты международных и всероссийских конкурсов
- «Московское трио» (А. Бондурянский, В. Иванов, М. Уткин)
- «Чайковский-трио» (К. Богино, П. Верников, А. Либерман)
- Фортепианное трио (В. Деревянко, В. Вилькер, М. Дробинский)
- «Танеев-трио» (М. Паршина, И. Рухадзе, О. Галочкина)
- «Бекова-трио» (сестры Э., А. и Э. Накипбековы)
- «Рославец-трио» (Т. Федосеева, Н. Баскова, Е. Петрова)
- «Арт-трио» (И. Красотина, А. Габрусь, Е. Аврушкин)
- «Академ-трио» (Я. Кацнельсон, И. Петухова, Б. Лифановский)
- «Credo-квартет» (Н. Злобина, А. Кочелаева, Н. Головина, А. Будо)
- Квартет (Е. Василенок, М. Бондарь, Л. Фимина, Т. Беляева)
- Трио (Ю. Окруашвили, У. Тарасова, С. Васильева)
- «Альянс-трио» (Д. Глебов, О. Смола, С. Владимирова)

Сонатные ансамбли
- Н. Кулешова — А. Штильман
- С. Багратуни — О. Степанов
- Д. Шварцберг — Б. Петрушанский
- Л. Горохов — И. Никитина

Лауреаты международных конкурсов им. П. И. Чайковского
- К. Родин
- И. Калер
- Б. Березовский
- Е. Бушков
- В. Спиваков
- Т. Гринденко
- А. Севидов
- В. Сараджян
- С. Судзиловский

Лауреаты международных и всероссийских конкурсов
- Н. Хома
- К. Шахгалдян
- Б. Бехтерев
- Е. Леденёва
- Т. Мичко
- Л. Дубровская
- В. Виардо
- П. Суссь
- В. Полторацкий и другие.

Всего 34 человек.
Профессора и доценты Московской консерватории им. П. И. Чайковского
- В. Иванов
- А. Бондурянский
- Р. Багдасарян
- Ю. Тканов
- К. Родин
- А. Кошванец
- М. Готсдинер
- Г. Ширинская
- Н. Виноградова
- О. Галочкина
- В. Гинзбург
- И. Осипова
- М. Евсеева
- А. Котляревский
- А. Селезнев
- А. Писарев
- Ю. Красько
- В. Постникова

- А.Шибко
- Ф. Коробов

Профессора и доценты Российской академии музыки им. Гнесиных
- С. Ю. Баскова
- А. Севидов

Санкт-Петербургская консерватория им. Н. А. Римского-Корсакова
- И. Никитина

Ереванская консерватория
- Э. Татевосян

Тбилисская консерватория
- Т. Матурели
- Н. Момрадзе

Киевская консерватория
- Б. Которович
- О. Ривняк

Профессора и преподаватели других музыкальных вузов республик бывшего СССР.
Подготовлено более 600 концертмейстеров, солистов симфонических оркестров и педагогов.

## Научные труды
Кандидатская диссертация по теме: «Святослав Кнушевицкий — исполнитель и педагог» (Московская консерватория, 1978).
Докторская диссертация на тему: «Русское фортепианное трио» (Московская консерватория, 1994).
Автор свыше 100 научных трудов (книг и статей), в которых представлен анализ творческой деятельности музыкантов : М. Л. Ростроповича, С. Т. Рихтера, Д. Ф. Ойстраха, Л. Б. Когана, Ю. И. Янкелевича, Д. Б. Шафрана, С. Н. Кнушевицкого, Л. К. Книппера, Г. Кассадо, Н. Н. Шаховской и других.

## Награды
- Заслуженный деятель искусств РСФСР (12.07.1979).
- Орден Почёта (19.07.2004).
- Орден Дружбы (21.09.1998).
- Орден «Знак Почёта» (14.10.1966).

Также награждена Золотой медалью Фонда И. Архиповой, почетным знаком «Золотой Аполлон» Фонда им. П. И. Чайковского (1988), Почетным Знаком Президента Республики Саха (Якутия), грантом фонда «Русское исполнительское искусство», Премией Москвы в области литературы и искусства (2003).

## Конкурсы
В Магнитогорской государственной консерватории (академии) им. М. И. Глинки с 2006 года проходит Международный конкурс камерно-ансамблевого исполнительства имени Татьяны Алексеевны Гайдамович. Конкурс проводится при непосредственном участии Московской государственной консерватории им. П. И. Чайковского.